# Edward Jenner
Edward Jenner (Berkeley (Gloucestershire), 17 mei 1749 — aldaar, 26 januari 1823) was een Engelse arts, chirurg, ornitholoog, botanicus en paleontoloog en vooral bekend als de ontwikkelaar van het pokken-vaccin op basis van koepokken.

## Jeugd
Edward Jenner is geboren in Berkeley, Gloucestershire als achtste van negen kinderen van de lokale dominee, Stephen Jenner, en zijn vrouw Sarah. Toen Edward vijf jaar oud was, overleden zijn ouders en werd hij verder door zijn oudste zus opgevoed. Edward had van jongs af aan veel interesse in de natuur.

## Opleiding
Hij ging in Wotton-under-Edge en Cirencester naar school. Op zijn veertiende werd hij leerling van Daniel Ludlow, de arts van Chipping Sodbury en in zeven jaar deed hij daar de ervaring op die nodig was om zichzelf als arts te kunnen vestigen. In 1770 vertrok hij naar St. George's Hospital in Londen om zijn opleiding af te maken bij John Hunter. Hunter zag al gauw in dat Jenner een begaafde leerling was; hun leven lang zouden ze vrienden blijven. In 1772 ging Jenner terug naar Berkeley om zich daar als arts te vestigen.

## Wetenschapper in zijn tijd
Jenner werkte als dorpsdokter in zijn geboortedorp. Hij voerde als lokale arts ook kleine chirurgische verrichtingen uit, maar dat beperkte zich tot aderlatingen of het opensnijden van een puist of abces, natuurlijk allemaal zonder verdoving (anaesthesie werd pas 23 jaar na zijn overlijden uitgevonden).
Jenner deed onderzoek naar de toen nog onbegrepen klachten van pijn op de borst (angina). Via post-mortemonderzoek ontdekte Jenner kalk- en vetafzettingen in de aders rond het hart (aderverkalking) en in 1772 speculeerde hij op het verband hiervan met angina.
Een andere bijdrage lag op het vlak van het verbeteren van de zuivering van kaliumantimoontartraat (KSbC4H4O7), een chemische verbinding die gebruikt werd in de strijd tegen parasieten. De verbeterde zuiverheid maakte betere dosering mogelijk, waardoor het als medicijn betrouwbaarder en minder giftig werd.
Net als bij alle wetenschappers van zijn tijd was het werkterrein van Jenner niet beperkt tot uitsluitend zijn hoofdvak, medicijnen. Hij had bijvoorbeeld veel interesse in fossielen, en verzamelde die vlak bij huis bij de rivier de Severn. In 1819 vond hij daar fossiele overblijfselen van een plesiosaurus, een tot dan toe onbekend zeereptiel uit het vroeg-Jura.
Andere zaken waar hij zich intensief mee beziggehouden heeft zijn winterslaap en vogeltrek. Hij was geïntrigeerd door de vraag hoe alle levensprocessen op een lager pitje door konden gaan. Jenner en zijn vriend Hunter onderzochten ook de temperatuurwisseling in ontstoken weefsel.
Met de Fransman Antoine Joseph Lottinger – maar onafhankelijk van hem – was Jenner in 1788 de eerste die tot een correcte beschrijving kwam van het broedparasitisme door koekoeken. Zijn observaties dat het de jongen waren die de eieren uit het nest duwden, en dat ze hiervoor in hun eerste twaalf levensdagen anatomisch waren aangepast, werden aanvankelijk niet geloofd. In 1871 deed de tekenaar en vogelwaarnemer Jemima Blackburn een zelfde waarneming en verwerkte die in haar geïllustreerde kinderboek The Pipits.
 Op basis daarvan liet Charles Darwin de zesde uitgave van The Origin of Species aanpassen.
Maar de belangrijkste bijdrage aan de wetenschap die Jenner heeft gedaan ligt op het vlak van de vaccinatie.

## Pokken

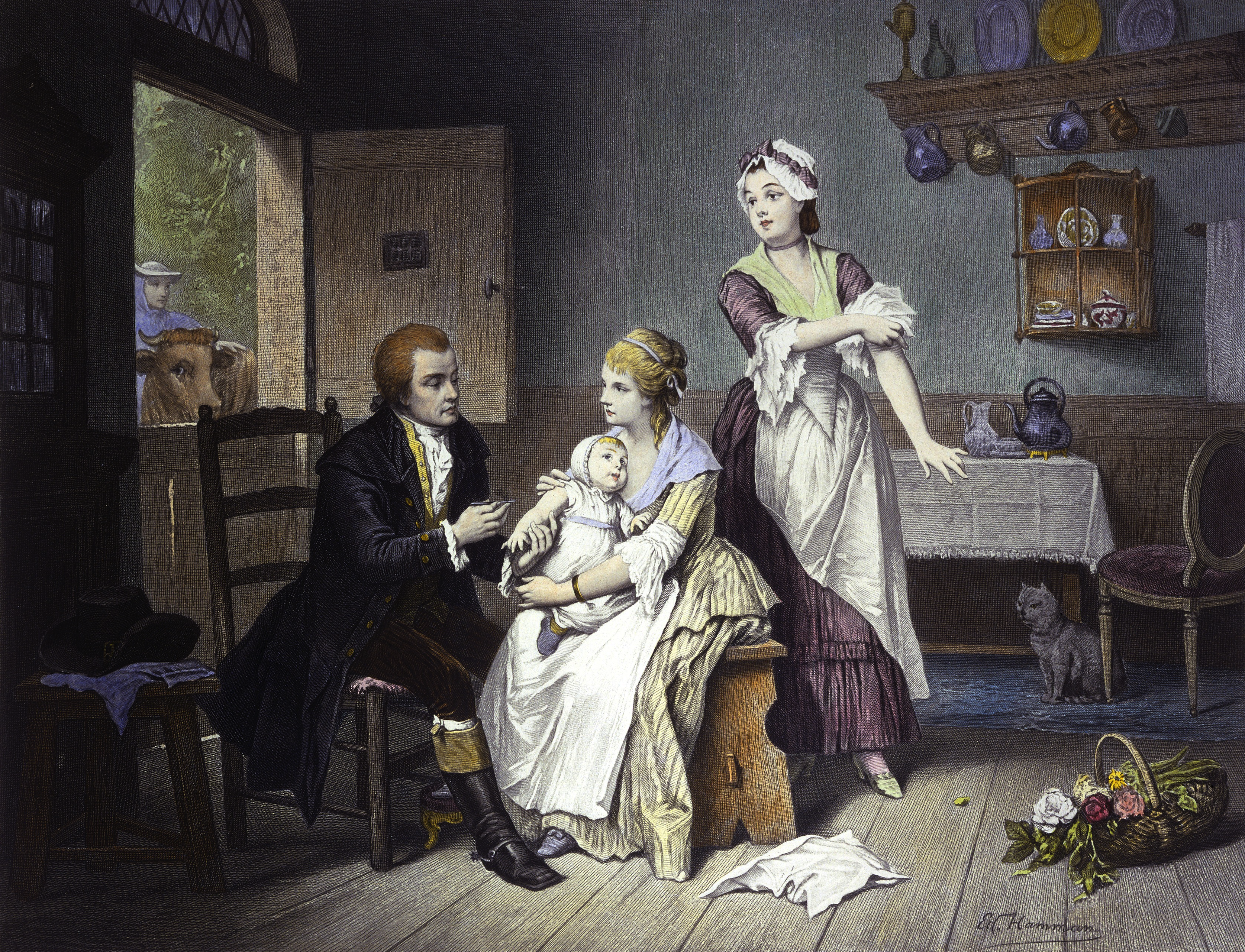
Poster uit de laat negentiende eeuw, voorstellende Edward Jenner die zijn jonge kind vaccineert.

Pokken worden veroorzaakt door het Variolavirus. Besmetting loopt via de luchtwegen, via het bloed infecteert het virus de interne organen. De ziekte heeft een incubatietijd van 12 dagen, daarna krijgt de patiënt hoge koorts. Het virus verspreidt zich naar de huid, waar het blaasjes veroorzaakt, die tot een grootte van 6 cm kunnen groeien. Wanneer deze blaasjes openspringen, blijft er een litteken over.
De patiënt kan overlijden aan de ziekte door bloedvergiftiging, door secundaire infecties of door interne bloedingen. Is iemand besmet, dan bestaat er geen effectieve behandelingsmethode meer.
In de 18e eeuw was pokken een van de meest gevreesde ziektes. De ziekte doodde 10% van de bevolking. In de steden, waar verspreiding nog eenvoudiger ging, zelfs tot 20%. Het is een oude ziekte, het is bekend dat velen eraan gestorven zijn. Zelfs de littekens op de huid van een van de farao-mummies worden aan de pokken toegeschreven.
De eerste vorm van inenting tegen de pokken was de inenting met variola ofwel de variolatie, een methode door Mary Wortley Montagu geïmporteerd uit Turkije. Hierbij werd een minder zware vorm van pokken op de huid aangebracht. Het verminderde de kans op het ernstigste ziektebeeld, maar kon desondanks ook de dodelijke vorm veroorzaken.
Jenner was zelf ook als jongetje nog 'gevarioleerd'. De voorbereiding op de variolatie was uithongeren, purgeren en aderlaten. Daarna volgde de variolatie zelf. En ten slotte moest hij met een aantal jongens in een stal opgesloten blijven zitten tot de ziekte bij allen uitgewoed was. Die (traumatische) ervaring bleef hem altijd bij.

### Koepokken
Net als elke arts uit zijn tijd voerde Jenner variolaties uit. Hij was echter geïntrigeerd door het boerenverhaal dat wie koepokken had gehad, geen pokken meer zou krijgen. Koepokken is een virale infectie bij koeien, die weinig gevolgen heeft naast wat blaasjes op de uier.
Melkmeisjes hadden wel vaker koepokken, en toen een van hen met koepokken Jenner raadpleegde, zag hij zijn kans om zijn theorie uit te testen. Hij koos James Phipps, de zoon van zijn tuinman uit, en infecteerde hem met de koepokken van het melkmeisje. James werd licht ziek en binnen een week weer beter. De uitgevoerde handeling werd inoculatie met vaccinia gedoopt, later werd dit vaccinatie genoemd.
Vervolgens probeerde Jenner een variolatie bij James, die daar in het geheel niet meer op reageerde. Hij probeerde dit nog bij vele andere patiënten uit en in 1798 publiceerde hij zijn onderzoek in een boek: An Inquiry into the Causes and Effects of the Variolae Vaccinae; a Disease Discovered in some of the Western Counties of England, Particularly Gloucestershire, and Known by the Name of The Cow Pox.

## Oppositie

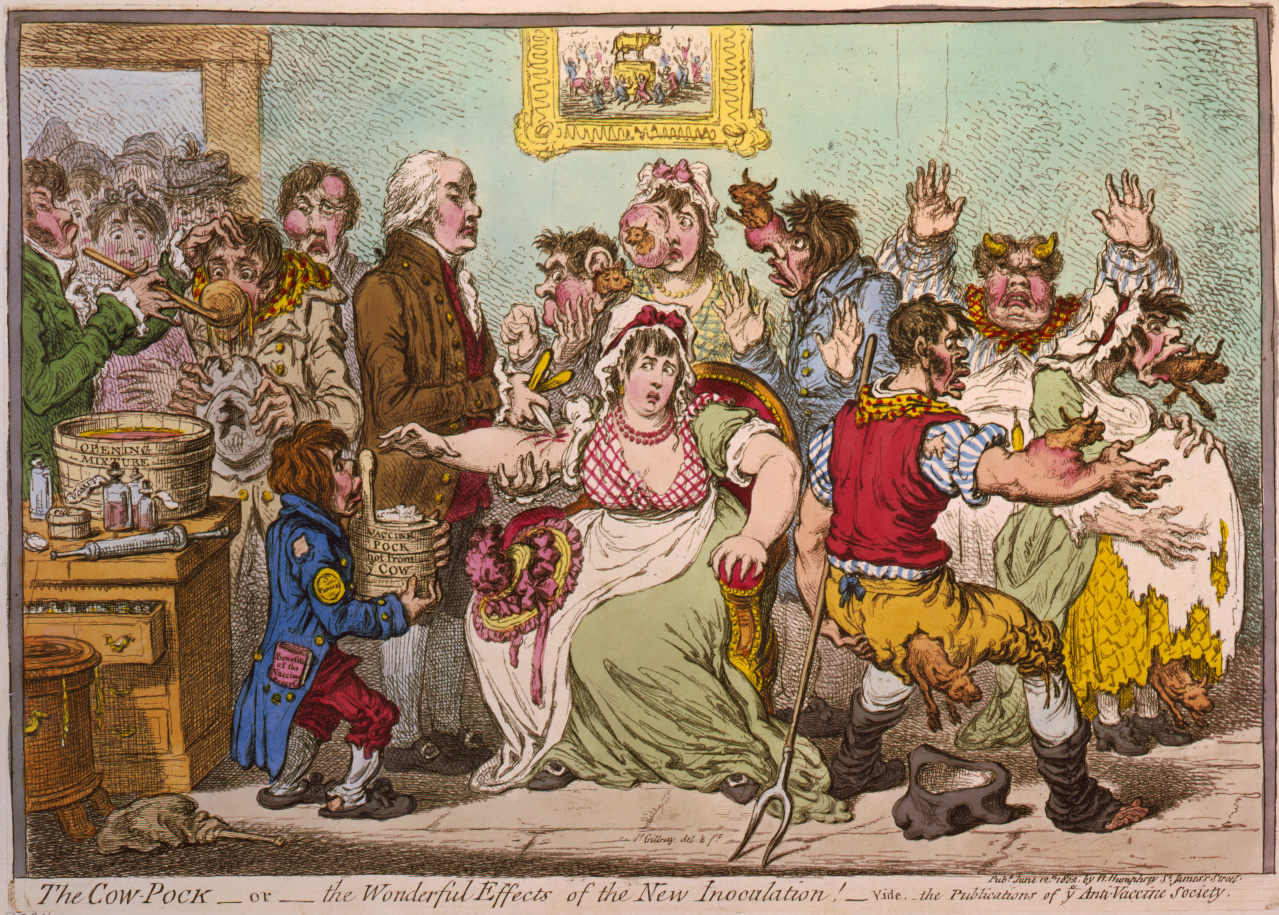
Spotprent van Jenner en de vaccinatie met koepokken

De nieuwe mogelijkheden werden door lang niet iedereen met beide handen aangegrepen. Bijvoorbeeld de artsen die de variolaties voor veel geld uitvoerden hadden er geen belang bij dat Jenner slaagde. Ook had niet iedereen de beschikking over veilige koepokkenvirusstammen, soms bleken deze zelfs besmet met 'gewone' pokken. Ideeën over hygiëne waren op dat moment nog niet te vergelijken met de huidige. De tegenstand ging zelfs zo ver dat er spotprenten verschenen van mensen die door de vaccinatie koeienkoppen kregen. Ook vanuit godsdienstige hoek werd heftig gereageerd, het inenten met de lage schepselen Gods zou ontoelaatbaar zijn. Desondanks werd uiteindelijk in 1840 de variolatie verboden en in 1853 de vaccinatie verplicht.
Na zijn publicatie heeft Jenner jarenlang een groot deel van zijn tijd besteed aan het geven van informatie en aan het beschikbaar stellen van koepokkenvaccins. Om hem te steunen in zijn werk heeft de Britse regering hem in 1802 £10,000 toegekend en in 1807 nog eens £20,000.
En wat betreft eerbewijzen bleef het hier niet bij: verschillende universiteiten gaven hem eretitels, hij kreeg geschenken van allerlei groten der aarde en standbeelden werden overal in de wereld opgericht.

## Jenners verdere leven
Jenners familieleven was niet al te rooskleurig. Jenner trouwde in 1788 met de 27-jarige Catherine Kingscote. Ze heeft hem drie kinderen geschonken, Edward (1789), Catherine (1794) en Robert Fitzhardinge (1797). Zoon Edward overleed in 1810 aan tuberculose, Catherine, zijn vrouw, overleed na veel ziek te zijn geweest in 1815 eveneens aan tuberculose. Robert is nooit getrouwd, Catherine is laat getrouwd. Jenners eerste kleinkind werd pas na zijn dood geboren.
Door de dood van zijn vrouw raakte Jenner in een depressie en stortte zich op zijn oude passies: de tuin, zijn huis en zijn verzameling fossielen. In januari 1823 overleed Jenner aan een hartaanval, op 73-jarige leeftijd. Hij is begraven in het familiegraf in Berkeley Church, naast zijn ouders, zijn zoon en zijn vrouw.

## Vernoemingen
The Chantry, zijn 18e-eeuwse woonhuis aan Church Lane in Berkeley, is nu ingericht als museum onder de naam Dr Jenner's House.
In diverse Nederlandse en Belgische gemeenten is Jenner vernoemd met een straatnaam. In Antwerpen en Brussel en in Amsterdam, Ede, Groningen, Hoogeveen en Leiden is een Jennerstraat. In Haarlem is er de Edward Jennerstraat.